# Poranthera dissecta
Poranthera dissecta är en emblikaväxtart som beskrevs av David A. Halford och Rodney John Francis Henderson. Poranthera dissecta ingår i släktet Poranthera och familjen emblikaväxter. Inga underarter finns listade i Catalogue of Life.